# Phenom
La famiglia di processori AMD Phenom è una serie di CPU distribuita dal 2008 da parte dello stesso produttore.
La serie include le seguenti CPU:
- Phenom Quad-Core
- Phenom Triple-Core.

Era prevista anche una Phenom Dual-Core, mai uscita sul mercato con questo nome, ma rinominata Athlon X2 con numerazioni da 6500 a 7850.

## Caratteristiche
I primi processori Phenom sono stati messi in vendita alla fine di novembre 2007 e sono prodotti sfruttando il processo produttivo a 65 nm. Di questi sono presenti due revision: la B2 e la B3, la seconda resasi necessaria per risolvere un bug nella cache TLB. I nuovi Phenom, prodotti a 45 nm (core Deneb), sono stati distribuiti a partire dal quarto trimestre del 2008 con il nome commerciale di Phenom II.
Le modalità di accesso alla memoria RAM a 128 bit dei microprocessori sono definite Ganged e Unganged:
- Nella modalità Ganged, il sistema di gestione della memoria integrato nel processore utilizza uno stream di tutti i 128 bit del bus di indirizzamento. In pratica, tutti i core possono accedere al 100% della memoria disponibile simultaneamente.
- Nella modalità Unganged, il sistema di gestione invece utilizza la memoria con due stream da 64 bit ciascuno, ciascun stream può essere associato a un core diverso del processore.

In teoria la modalità Ganged è ottimizzata per il funzionamento di applicazioni a singolo thread, mentre la modalità Unganged è più adatta per applicativi e sistemi operativi multithreaded. Entrambe le modalità richiedono per il corretto funzionamento che microprocessore, scheda madre e relativi BIOS e sistema di controllo della RAM integrato siano compatibili.

## Phenom quad-core 9-series

### "Agena" (65 nm, quad core)
- Tutti i modelli supportano i seguenti set di istruzioni: MMX, SSE, SSE2, SSE3, SSE4a, Enhanced 3DNow!, NX bit, AMD64 (AMD's x86-64 implementation), Cool'n'Quiet

| Modello        | Stepping | Frequenza | L1 cache    | L2-Cache    | L3 cache | HT       | Molt. | Voltaggio  | TDP | Socket      | Data di lancio | No. Serie     |
| -------------- | -------- | --------- | ----------- | ----------- | -------- | -------- | ----- | ---------- | --- | ----------- | -------------- | ------------- |
| Phenom 9950 BE | B3       | 2600 MHz  | 4 x 128 KiB | 4 x 512 KiB | 2 MB     | 2000 MHz | 13x   | 1.05-1.30V | 140 | Socket AM2+ | Q2 2008        | HD995ZFAJ4BGH |
| Phenom 9850 BE | B3       | 2500 MHz  | 4 x 128 KiB | 4 x 512 KiB | 2 MB     | 2000 MHz | 12.5x | 1.05-1.30V | 125 | Socket AM2+ | Q2 2008        | HD985ZXAJ4BGH |
| Phenom 9750    | B3       | 2400 MHz  | 4 x 128 KiB | 4 x 512 KiB | 2 MB     | 1800 MHz | 12x   | 1.10-1.25V | 95  | Socket AM2+ | Q2 2008        | HD9750WCJ4BGH |
| Phenom 9650    | B3       | 2300 MHz  | 4 x 128 KiB | 4 x 512 KiB | 2 MB     | 1800 MHz | 11.5x | 1.10-1.25V | 95  | Socket AM2+ | Q2 2008        | HD9650WCJ4BGH |
| Phenom 9600    | B2       | 2300 MHz  | 4 x 128 KiB | 4 x 512 KiB | 2 MB     | 1800 MHz | 11.5x | 1.10-1.25V | 95  | Socket AM2+ | Q2 2008        | HD9600WCJ4BGD |
| Phenom 9550    | B3       | 2200 MHz  | 4 x 128 KiB | 4 x 512 KiB | 2 MB     | 1800 MHz | 11x   | 1.10-1.25V | 95  | Socket AM2+ | Q2 2008        | HD9550WCJ4BGH |
| Phenom 9500    | B2       | 2200 MHz  | 4 x 128 KiB | 4 x 512 KiB | 2 MB     | 1800 MHz | 11x   | 1.10-1.25V | 95  | Socket AM2+ | Q2 2008        | HD9500WCJ4BGD |
| Phenom 9350e   | B3       | 2000 MHz  | 4 x 128 KiB | 4 x 512 KiB | 2 MB     | 1800 MHz | 10x   | 1.0-1.125V | 65  | Socket AM2+ | Q2 2008        | HD9350ODJ4BGH |
| Phenom 9150e   | B3       | 1800 MHz  | 4 x 128 KiB | 4 x 512 KiB | 2 MB     | 1600 MHz | 9x    | 1.0-1.125V | 65  | Socket AM2+ | Q2 2008        | HD9150ODJ4BGH |
| Phenom 9100e   | B2       | 1800 MHz  | 4 x 128 KiB | 4 x 512 KiB | 2 MB     | 1600 MHz | 9x    | 1.0-1.15V  | 65  | Socket AM2+ | Q2 2008        | HD9100OBJ4BGD |

- I processori che, oltre al numero identificativo del modello, contengono la sigla B.E. (Black Edition) sono caratterizzati da moltiplicatore sbloccato verso l'alto.

## Phenom triple-core 8-series

### "Toliman" (65 nm, triple core)
- Tutti i modelli supportano i seguenti set di istruzioni: MMX, SSE, SSE2, SSE3, SSE4a, Enhanced 3DNow!, NX bit, AMD64 (AMD's x86-64 implementation), Cool'n'Quiet

| Modello     | Stepping | Frequenza | L1 cache    | L2-Cache    | L3 cache | HT       | Molt. | Voltaggio    | TDP  | Socket      | Data di lancio | No. Serie     |
| ----------- | -------- | --------- | ----------- | ----------- | -------- | -------- | ----- | ------------ | ---- | ----------- | -------------- | ------------- |
| Phenom 8750 | B3       | 2400 MHz  | 3 x 128 KiB | 3 x 512 KiB | 2 MB     | 1800 MHz | 12x   | 1.05V-1.25V  | 95 W | Socket AM2+ | aprile 2008    | HD875ZWCJ3BGH |
| Phenom 8650 | B3       | 2300 MHz  | 3 x 128 KiB | 3 x 512 KiB | 2 MB     | 1800 MHz | 11.5x | 1.05 - 1.25V | 95 W | Socket AM2+ | aprile 2008    | HD8650WCJ3BGH |
| Phenom 8600 | B2       | 2300 MHz  | 3 x 128 KiB | 3 x 512 KiB | 2 MB     | 1800 MHz | 11.5x | 1.05 - 1.25V | 95 W | Socket AM2+ | marzo 2008     | HD8600WCJ3BGD |
| Phenom 8450 | B3       | 2100 MHz  | 3 x 128 KiB | 3 x 512 KiB | 2 MB     | 1800 MHz | 10.5x | 1.05 - 1.25V | 95 W | Socket AM2+ | aprile 2008    | HD8450WCJ3BGH |
| Phenom 8400 | B2       | 2100 MHz  | 3 x 128 KiB | 3 x 512 KiB | 2 MB     | 1800 MHz | 10.5x | 1.05 - 1.25V | 95 W | Socket AM2+ | aprile 2008    | HD8400WCJ3BGD |

1. ↑   AMD Phenom X3 8750, su dinoxpc.com, Dinox PC, 12 maggio 2008. URL consultato il 28 maggio 2008 (archiviato dall'url originale il 17 maggio 2008).